# Zygomolgus tenuifurcatus
Zygomolgus tenuifurcatus is een eenoogkreeftjessoort uit de familie van de Lichomolgidae. De wetenschappelijke naam van de soort werd in 1917 voor het eerst geldig gepubliceerd door Georg Ossian Sars.